# Pseudosciara coroicoensis
Pseudosciara coroicoensis är en tvåvingeart som beskrevs av Edwards 1934. Pseudosciara coroicoensis ingår i släktet Pseudosciara och familjen sorgmyggor. Inga underarter finns listade i Catalogue of Life.